# Piccola Collezione Amena
La Piccola Collezione Amena è stata una collana editoriale economica di romanzi di autori stranieri, in formato tascabile, pubblicata dalla Casa Editrice E. Pietrocola di Napoli, a partire dal 1885 fino agli anni novanta dell'Ottocento.

## Il progetto editoriale
Nel 1885 Emanuele Pietrocola, rilevata la tipografia dell'Indicatore generale del commercio, si accinge a trasformarne l'attività editoriale, da lui stesso avviata nel decennio precedente, in una vera e propria casa editrice, legata al proprio nome. In quell'anno, oltre a dare inizio alla Biblioteca Popolare, cominciò le pubblicazioni di una collana editoriale di romanzi di autori stranieri in formato tascabile (12,5x9 cm) a un prezzo contenuto. La direzione fu inizialmente affidata a Carlo Petitti e Gaetano Miranda che curarono anche alcune traduzioni. Il progetto prevedeva opere di autori come Gogol, Flaubert e altri, che non furono poi pubblicati. La direzione fu infine affidata a Carlo Petitti e Onorato Fava. Si trattava di giornalisti scrittori e traduttori tra i migliori intellettuali napoletani del tempo; Carlo Petitti e Onorato Fava furono, ad esempio, tra i membri fondatori della Società dei Nove Musi. Non a caso la E. Pietrocola fu la prima casa editrice a pubblicare in Italia i romanzi dei fratelli Goncourt. Le precarie condizioni di salute dell'editore, che lo portarono ad una morte prematura sul finire del secolo, decretarono di fatto la fine della collana, che non risulta aver proseguito.

## I numeri pubblicati

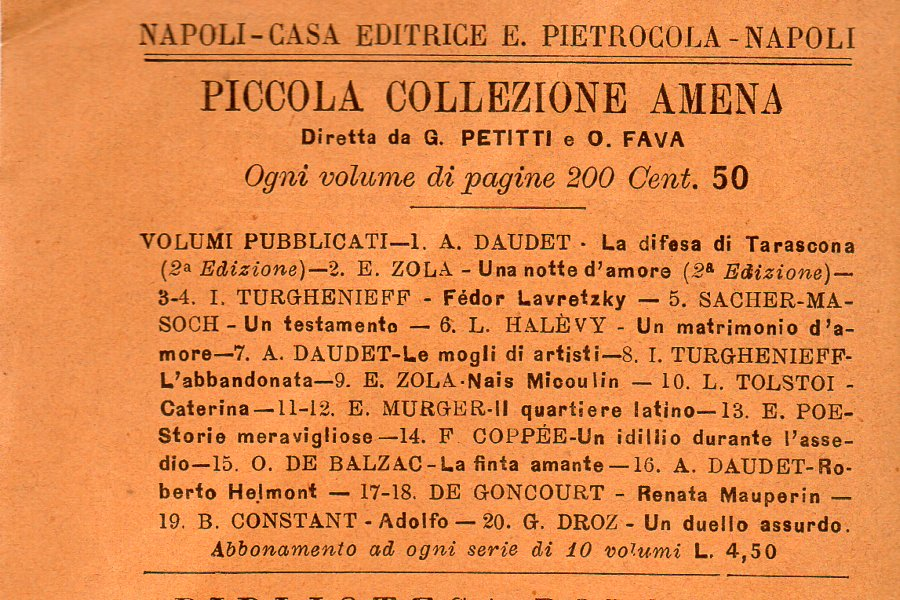
Elenco dei numeri della collana in seconda di copertina della Storia del Risorgimento italiano (1896)

1. Alfonso Daudet, La difesa di Tarascona, con prefazione di Emilio Zola, Napoli, E. Pietrocola, 1886, SBN NAP0234379. Seconda edizione, 1888.
2. Emilio Zola, Una notte d'amore, Napoli, E. Pietrocola, 1886, SBN MOD1644325. Seconda edizione, 1890.
3-4. Ivan Turghenieff, Fédor Lavretzky. Romanzo, vol. 1, Napoli, E. Pietrocola, 1886, SBN BA10030105. vol. 2, Napoli, E. Pietrocola, 1886, SBN BA10030106. 
5. Leopold von Sacher-Masoch, Un testamento. Romanzo, Napoli, E. Pietrocola, 1885, SBN LO10458679.
6. Ludovic Halevy, Un matrimonio d'amore, Napoli, E. Pietrocola, 1886, SBN UBO3017480.
7. Alfonso Daudet, Le mogli di artisti, Napoli, E. Pietrocola, 1887, SBN SBL0472420.
8. Ivan Turghenieff, L'abbandonata, Napoli, E. Pietrocola, 1887, SBN RAV0191732.
9. Emilio Zola, Nais Nicoulin, Napoli, E. Pietrocola, 1887, SBN BCT0040357.
10. Leone Tolstoï, Caterina. Romanzo, Napoli, E. Pietrocola, 1887, SBN PBE0016929.

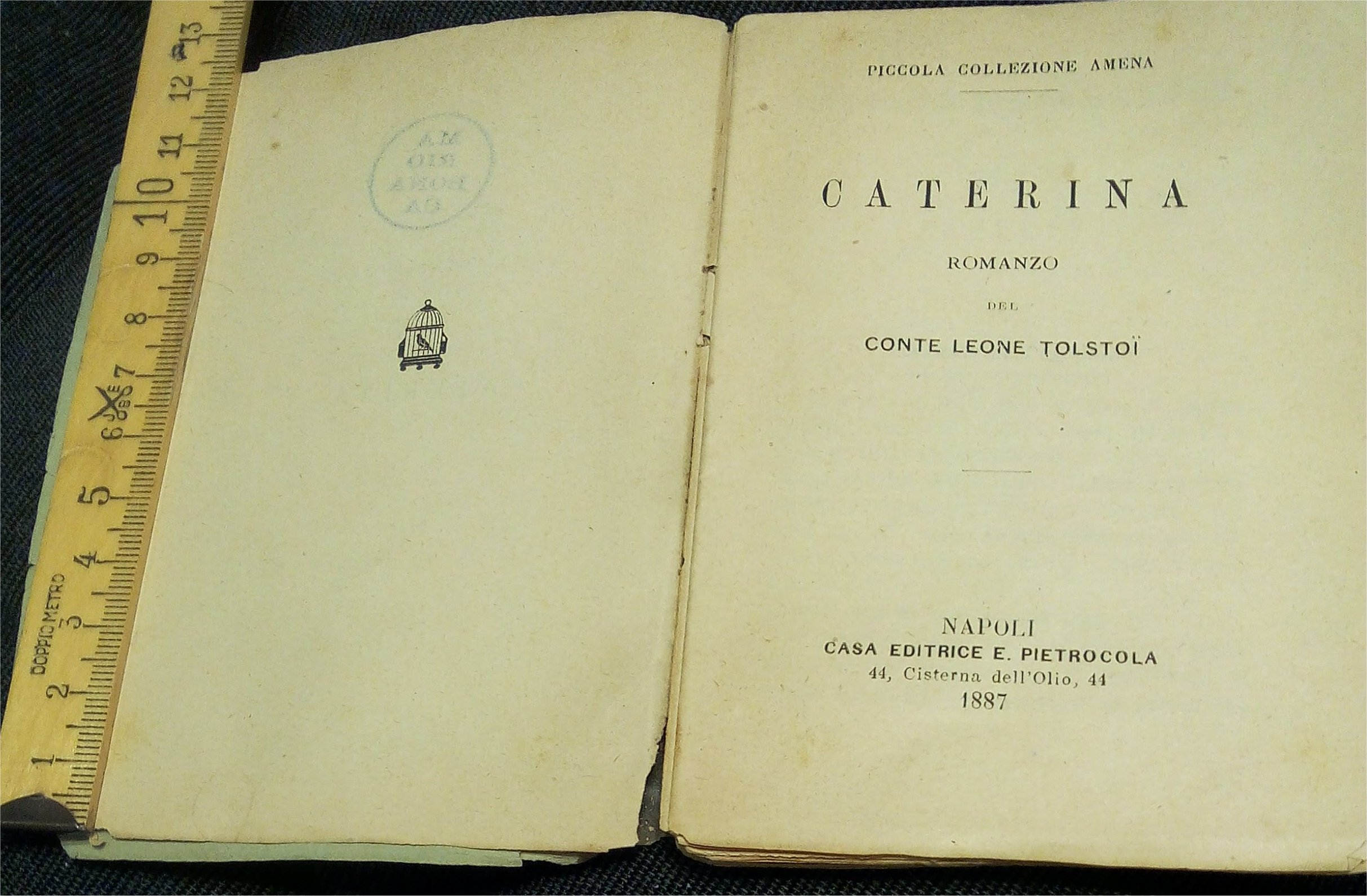
Frontespizio del n. 10 (1887)

11-12. Enrico Murger, Il quartiere latino, prefazione di Théophile Gautier, vol. 1, Napoli, E. Pietrocola, 1887, SBN UBO2715973. vol. 2, Napoli, E. Pietrocola, 1887, SBN UBO2715988. 
13. Edgar Allan Poe, Storie meravigliose, Napoli, E. Pietrocola, 1888, SBN BA10082761.
14. F. Coppée, Un idillio durante l'assedio, Napoli, E. Pietrocola, 1888, SBN SBL0472293.
15. O. de Balzac, La finta amante, con prefazione di Emilio Zola, Napoli, E. Pietrocola, 1888, SBN NAP0234383.
16. Alfonso Daudet, Roberto Helmont, con prefazione di E. de Goncourt, Napoli, E. Pietrocola, 1888, SBN SBL0472419.
17-18. G. Goncourt e E. Goncourt, Renata Mauperin. Romanzo, traduzione di Carlo Petitti e Gaetano Miranda, con prefazione di Emilio Zola, vol. 1, Napoli, E. Pietrocola, 1888, SBN BRI0450584. vol. 2, Napoli, E. Pietrocola, 1888, SBN VIA0208218. 
19. Beniamino Constant, Adolfo, con prefazione di Charles Augustin de Sainte-Beuve, Napoli, E. Pietrocola, 1890, SBN CUB0208436.
20. Gustavo Droz, Un duello assurdo, Napoli, E. Pietrocola.